# Machine Head Live 1972
A Machine Head Live 1972 a Deep Purple hard rock együttes koncert DVD-je. A felvételek 1972. március 1-jén készültek Koppenhágában a dán TV közreműködésével fekete-fehérben.
A koncert első VHS kiadása Scandinavian Nights (Live in Denmark) címmel jelent meg.
2005-ben megjelent a videó egy kibővített változata Live In Concert 1972/73 címmel. A kiadvány tartalmaz 3 számot egy 1973-as New York-i koncertről, valamint a Burn-t a California Jam koncertről 1974-ből.

## Számok listája
A Lucille kivételével az összes szám az együttes tagjainak a szerzeménye.
1. Highway star – 6.24
2. Strange kind of woman – 8.55
3. Child in time – 16.34
4. The Mule – 8.55
5. Lazy – 10.38
6. Space truckin' – 21.39
7. Fireball – 4.04
8. Lucille – 5.31
9. Black night – 5.54

Ráadás számok a Live In Concert 1972/73 DVD-n:
1. Strange Kind Of Woman
2. Smoke On The Water
3. Space Truckin'
4. Burn

## Közreműködnek
- Ian Gillan – ének
- Ritchie Blackmore – gitár
- Jon Lord – billentyűk
- Roger Glover – basszusgitár
- Ian Paice – dob